# Lénard Ndjadi Ndjate
Lénard Ndjadi Ndjate MCCJ (* 2. Januar 1976 in Yanonge, Provinz Tshopo, Zaire) ist ein kongolesischer römisch-katholischer Ordensgeistlicher und ernannter Weihbischof in Kisangani.

## Leben
Lénard Ndjadi Ndjate trat 1995 der Ordensgemeinschaft der Comboni-Missionare bei. Nach dem Noviziat studierte er studierte Philosophie am Philosophat Edith Stein in Kisangani und anschließend Theologie am Institut Saint Eugène de Mazenod in Kinshasa. Nachdem er am 10. Oktober 2005 die ewigen Profess abgelegt hatte, empfing er am 13. August 2006 das Sakrament der Priesterweihe.
Nach Jahren als Pfarrer in Bangui und Provinzialrat seiner Ordensprovinz studierte er von 2013 bis 2015 in Rom spirituelle Theologie und erwarb an der Päpstlichen Universität Gregoriana das Lizenziat. Von 2015 bis 2019 war er Novizenmeister am internationalen französischsprachigen Noviziat seines Ordens in Cotonou. Ab 2020 war er Provinzial der Comboni-Missionare in der Demokratischen Republik Kongo.
Papst Franziskus ernannte ihn am 13. Mai 2023 zum Titularbischof von Casae in Numidia und zum Weihbischof in Kisangani.